# Abrahamstag

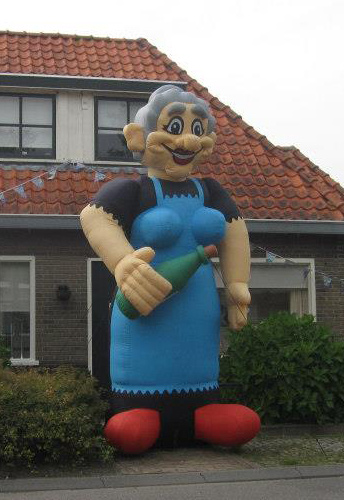
Sarah-Puppe als Geschenk zum Abrahamstag

Eine Sarah-Puppe von Ex-Kollegen geschenkt

Der Abrahamstag ist eine Bezeichnung für den 50. Geburtstag in den Niederlanden, wo man manchmal den Männern einen „Abraham“ bzw. den Frauen eine „Sarah“ als Puppe schenkt.
Hintergrund ist die ungläubige Frage der Juden an Jesus Christus: „Du bist noch nicht fünfzig Jahre und hast Abraham gesehen?“ (Joh 8,57 ). Davon abgeleitet ist der Ausdruck „den Abraham sehen“ für „den 50. Geburtstag feiern“.